# Гвинейская митрополия
Гвине́йская митропо́лия (греч. Ιερά Μητρόπολη Γουϊνέας) — епархия Александрийской православной церкви с кафедрой в Конакри, столице Гвинеи. В духовную юрисдикцию митрополии входят государства Сьерра-Леоне, Либерия, Гвинея, Гвинея-Бисау, Гамбия, Сенегал и Кабо-Верде.

## История
10 октября 2010 года патриаршим и синодальным указом Александрийской православной церкви была учреждена Сьерра-Леонская епископия (греч. Ιερά Επισκοπή Σιέρρα Λεόνε) с кафедрой во Фритауне, территория которой была выделена из Аккрской митрополии. Так как правящий епископ назначен не был, епархией управлял патриарший эпитроп архимандрит Фемистокл (Адамопулос).
21 ноября 2012 года решением Священного Синода Александрийского Патриархата Сьерра-Леонская епархия была возведена в ранг митрополии и переименована в Гвинейскую с кафедрой в Конакри.

## Титул
- Сьерра-Леонская епископия (10 октября 2010 — 21 ноября 2012)
- Гвинейская митрополия (с 21 ноября 2012)

## Архиереи
- Фемистокл (Адамопулос) (10 октября 2010 — 21 ноября 2012) временно управляющий, архимандрит, патриарший эпитроп
- Георгий (Владимиру) (с 21 ноября 2012)

### Викарий
- епископ Никопольский Фемистокл (Адамопулос) (с 6 февраля 2022)